# Nacoleia aurealis
Nacoleia aurealis is een vlinder uit de familie van de grasmotten (Crambidae), uit de onderfamilie van de Spilomelinae. De wetenschappelijke naam van deze soort is voor het eerst gepubliceerd in 1916 door Max Gaede.
De soort komt voor in Kameroen.